# Journal de Botanique, Appliquée à l'Agriculture, à la Pharmacie, à la Médecine et aux Arts
Journal de Botanique, Appliquée à l'Agriculture, à la Pharmacie, à la Médecine et aux Arts (abreviado J. Bot. Agric.) es un libro con ilustraciones y descripciones botánicas que fue escrito por el botánico francés Nicaise Augustin Desvaux y publicado en París en 4 volúmenes en los años 1813-1814.

## Publicación
- Volumen n.º 1(): 1-64. Jan 1813; 1(2): 65-128. Feb 1813; 1(3): 129-160. Mar 1813; 1(4): 161-192. Apr 1813; 1(5): 193-240. May 1813; 1(6): 241-292. Jun 1813;
- Volumen n.º 2(1): 1-64. Jul 1813; 2(2): 65-112. Aug 1813; 2(3): 113-144. Sep 1813; 2(4): 145-192. Oct 1813; 2(5): 193-240. Nov 1813; 2(6): 241-272. Dec 1813;
- Volumen n.º 3(1): 1-48. Feb 1814 ("Jan"); 3(2): 49-96. Feb 1814; 3(3): 97-144. Mar 1814; 3(4): 145-192. pro 1815 ("Apr 1814"); 3(5): 193-240. post Feb 1816 ("May 1814); 3(6): not issued;
- Volumen n.º 4(1): 1-48. Sep 1814 ("Jul 1814"); 4(2): 49-96. Sep 1814 ("Aug 1814"); 4(3): 97-114. post 19 Oct 1814 ("Sep 1814"); 4(4): 145-?. pro 1815 ("Oct 1814"); 4(5): ?-?. pro 1815 ("Nov 1814"); 4(6): ?-288. pro 1815 ("Dec 1814")